# Zygomyia diffusa
Zygomyia diffusa är en tvåvingeart som beskrevs av Tonnoir 1927. Zygomyia diffusa ingår i släktet Zygomyia och familjen svampmyggor. Inga underarter finns listade i Catalogue of Life.